# Marion Barry
Marion Shepilov Barry (Itta Bena, 6 marzo 1936 – Washington, 23 novembre 2014) è stato un politico statunitense, sindaco di Washington dal 1979 al 1991 e dal 1995 al 1999.